# Cerro Picacho
El cerro Picacho es una montaña ubicada en Panamá, exactamente al norte de la provincia de Chiriquí y forma parte de la Cordillera Central. Tiene una altura de 2874 metros y es la cuarta montaña más alta del país.